# Uranometria
Uranometrija (izvorno latinski Uranometria) je kratki naslov zvjezdanog atlasa koji je napravio njemački astronom Johann Bayer. Objavio ga je Christoph Mang (Christophorus Mangus) u Augsburgu 1603. godine. Puni naslov djela je Uranometrija s prikazom svih zviježđa, nacrtana novom metodom i ugravirana u bakrene ploče.(Uranometria : omnium asterismorum continens schemata, nova methodo delineata, aereis laminis expressa.) Riječ "Uranometrija" dolazi od nebeske muze Uranije odnosno starogrčke riječi za nebo odnosno nebeski svod "uranos" (oυρανός). Nastavak -metrija daje prijevodu riječi "Uranometrija" značenje "Mjerenje neba", poput riječi "geometrija", u prijevodu sa starogrčkog "Mjerenje Zemlje".
Uranometrija je bio prvi zvjezdani atlas koji je pokrivao cijelu nebesku sferu. U katalogu je 1005 zvijezda. Bayer je u Uranometriji uveo novo nazivlje zvijezda, danas poznat kao Bayerova designacija i koju se danas primjenjuje za zvijezde. Sjajnost zvijezda prati grčki alfabet, pa najsjajnija nosi oznaku Alfa (α), sljedeća Beta (β) te redom sva 24 slova grčkog alfabeta.